# Hylarana garoensis
Espèce
Synonymes
- Rana garoensis Boulenger, 1920
- Rana danieli Pillai & Chanda, 1977

Statut de conservation UICN

 LC  : Préoccupation mineure
"Hylarana" garoensis est une espèce d'amphibiens de la famille des Ranidae dont la position taxonomique est incertaine (incertae sedis).
Depuis la révision du genre Hylarana par Oliver, Prendini, Kraus et Raxworthy en 2015, cette espèce a été exclue de ce genre sans qu'il soit possible de la placée dans un autre de manière certaine. Elle est rapprochée de Hydrophylax ou Indosylvirana.

## Répartition
Cette espèce est endémique du Nord-Est de l'Inde. Elle se rencontre dans les États du Nagaland, du Meghalaya, du Mizoram, du Manipur, d'Arunachal Pradesh et d'Assam.
Sa présence est incertaine au Népal.

## Description
Hylarana garoensis mesure en moyenne jusqu'à 32 mm. Son dos présente une surface granuleuse de couleur brun-gris tandis que le ventre est lisse et de couleur blanche.

## Étymologie
Son nom d'espèce, composé de garo et du suffixe latin -ensis, « qui vit dans, qui habite », lui a été donné en référence au lieu de sa découverte, les Garo Hills.

## Publication originale
- Boulenger, 1920 : A monograph of the South Asian, Papuan, Melanesian and Australian frogs of the genus Rana. Records of the Indian Museum, vol. 20, p. 1-226 (texte intégral).